# 조로쿠
조로쿠(일본어: 長禄)는 일본의 연호(元号) 중 하나이다.
- 전후 : 고쇼(康正) 이후 - 간쇼(寛正) 이전.
- 시기 : 1457년 ~ 1459년
- 천황 : 고하나조노 천황
- 쇼군 : 무로마치 막부의 아시카가 요시마사

## 개원(改元)
- 고쇼 3년 9월 28일(율리우스력 1457년 10월 16일), 개원.
- 조로쿠 4년 12월 21일(율리우스력 1461년 2월 1일), 간쇼로 개원된다.

## 출전
『한비자』의 「其建生也長、持祿也久」.

## 조로쿠 시기에 일어난 일
- 원년
  - 4월 8일 : 오타 도칸이 무사시 에바라 군 사쿠라다(桜田郷)에 에도 성을 짓다.
  - 12월 2일(양력 12월 18일) - 조로쿠의 변(長禄の変), 금궐의 변(禁闕の変)으로 다이리(内裏)에서 탈취되어 있던 삼종 신기(三種の神器) 일부를 아카마쓰 씨(赤松氏)의 옛 신하들이 탈환하였다.

- 3년
  - 조로쿠・간세이 기근이 시작되다.

## 서력과의 대조표
| 조로쿠 | 원년   | 2년    | 3년    | 4년    |
| ------ | ------ | ------ | ------ | ------ |
| 서력   | 1457년 | 1458년 | 1459년 | 1460년 |
| 간지   | 정축   | 무인   | 기묘   | 경진   |

## 같이 보기
- 일본의 연호 일람

| 이전 고쇼 | 일본의 연호 1457년 ~ 1460년 | 다음 간쇼 |